# NOTCH3
NOTCH3 – białko receptorowe, odgrywa ono rolę w utrzymaniu i rozwoju komórek mięśni gładkich. U człowieka locus genu NOTCH3 to 19p13.2-p13.1. Mutacje w genie NOTCH3 są przyczyną zespołu CADASIL (mózgowa autosomalna dominująca arteriopatia z podkorowymi zawałami i leukoencefalopatią).